# José Luis Guntin
José Luis Guntin (* 1952 in Montevideo) ist ein uruguayischer Politiker und Journalist.
Guntin, der der Partido Colorado angehört, begann seine journalistische Laufbahn bei der Tageszeitung Acción. Dort arbeitete er rund ein Jahr, bis die Zeitung nach dem erfolgten Staatsstreich das Erscheinen einstellen musste. Guntin wurde während der nun in Uruguay herrschenden zivil-militärischen Diktatur am 9. Juli 1973 verhaftet, in der Hafenpräfektur gefoltert und verbrachte einen Monat in einer Marinekaserne in Haft. Er hatte in der 42. und 43. Legislaturperiode mehrfach – erstmals ab dem 6. November 1986 und zuletzt bis zum 15. Januar 1993 – ein Mandat als stellvertretender Senator in der Cámara de Senadores inne. Bei den Wahlen im Jahr 1994 kandidierte er erfolglos für die Cámara de Representantes. Guntin, Vertrauter des ehemaligen Präsidenten Enrique Tarigo, hatte in den 1980er Jahren die Funktion des Redaktionsleiters bei der Wochenzeitung Opinar inne. Er war im Laufe seiner beruflichen Karriere auch stellvertretender Direktor der Zeitung El Día und Direktor des Fernsehsenders Canal 5.  Nachdem er sechs Jahre lang in Brasilien lebte, kehrte er nach Uruguay zurück. Dort erschienen bei Fin de Siglo 2010 seine Memoiren mit dem Titel "La vida te da sorpresas".

## Zeiten seiner Senatszugehörigkeit
- 42. Legislaturperiode:

6. November 1986 bis 6. Dezember 1986
6. Oktober 1987 bis 1. Dezember 1987
15. März 1988 bis 15. April 1988
14. April 1988 bis 3. Juni 1988
22. Juni 1988 bis 10. November 1988
14. Dezember 1988 bis 14. Januar 1989
15. September 1989 bis 15. November 1989
- 43. Legislaturperiode

13. Mai 1990 bis 13. Juni 1990
12. September 1991 bis 12. Oktober 1991
23. Februar 1992 bis 23. März 1992
15. Dezember 1992 bis 15. Januar 1993